# Open Balkan
L'area Open Balkan (in albanese Ballkani i Hapur, in macedone Отворен Балкан?, Otvoren Balkan, in serbo Отворени Балкан?, Otvoreni Balkan) è una zona economica e politica tra Serbia, Albania e Macedonia del Nord, fondata il 29 luglio 2021. La zona ha una superficie complessiva di 131 935 km² e una popolazione stimata di 11 786 310 abitanti nel 2020. Con l'istituzione della zona, tutti e tre gli stati membri mirano ad aumentare il commercio e la cooperazione, nonché a migliorare le relazioni bilaterali.
Era nota inizialmente come "mini-Schengen", soprannome che si riferiva allo Spazio Schengen, la zona economica di libero scambio e circolazione che comprende molti dei principali paesi europei ma non i paesi dei Balcani occidentali.

## Scopo
Le intenzioni della zona "Open Balkan" sono di fornire maggiori opportunità di commercio, scambi di studenti e incoraggiare l'integrazione nell'UE degli Stati membri. I cittadini degli Stati membri avranno bisogno solo di una carta d'identità per visitare altri Stati membri, risparmiando tempo ai valichi di frontiera.

## Storia

### Precedenti
I primi accenni a un'area economica tra questi paesi risalgono all'inizio degli anni '90. I piani furono infine abbandonati a causa dei bombardamenti NATO del 1999 sulla Jugoslavia, dell'insurrezione del 1999-2001 nella Serbia meridionale e del Kosovo orientale e dell'insurrezione del 2001 in Macedonia. I primi segnali d'interesse in una zona mini-Schengen sono emersi nel 2018, ma inizialmente era stata pianificata come un modo per migliorare le relazioni politiche. Tuttavia, al vertice di Ohrid del 2019, i presidenti di Serbia, Albania e Macedonia del Nord hanno deciso di creare una zona economica, che migliorerebbe ulteriormente le relazioni politiche ed economiche e rafforzerebbe i legami culturali tra le nazioni.

### Tappe verso l'istituzione
I piani per la creazione l'area sono stati annunciati il 10 ottobre 2019 a Novi Sad in una riunione tra i capi di governo di Albania, Macedonia del Nord e Serbia. Successivamente si sono tenute altre due riunioni, una a Ocrida l'11 novembre 2019 e l'altra a Durazzo il 12 dicembre 2019 per approfondire i dettagli della sua preparazione. I leader di questi tre paesi hanno dichiarato che formeranno un mercato unificato di 14 milioni di persone entro la fine del 2020, che permetterà il libero flusso di merci e capitali e assicurerà procedure unificate per l'attraversamento delle frontiere. Con questa unione, merci e capitali tra questi paesi fluiranno più rapidamente, i cittadini di questi stati potranno attraversare il confine con la sola carta d'identità e ogni anno verranno risparmiate più di 30 milioni di ore per attraversare i confini tra i paesi aderenti. La Banca Mondiale afferma che questo progetto farebbe risparmiare 3,2 miliardi di dollari, di cui, secondo quanto detto dal presidente serbo Aleksandar Vučić, la Serbia otterrebbe almeno 1,5 miliardi. L'attivazione della zona, proclamata il 9 novembre 2020, è considerata un contributo alla preparazione dei paesi aderenti a diventare membri dell'Unione europea.
Il 29 luglio 2021 Aleksandar Vučić, Edi Rama e Zoran Zaev hanno partecipato al forum per la cooperazione economica regionale a Skopje, dove hanno firmato accordi sulla circolazione delle merci, l'accesso al mercato del lavoro e la cooperazione nella protezione contro le catastrofi.
È stata concordata l'accettazione reciproca dei diplomi e delle qualifiche lavorative, il tutto rendendo la forza lavoro più flessibile e disponibile e attirando così maggiori investimenti. Nell'ambito dell'iniziativa si è tenuto anche un forum economico regionale a cui hanno partecipato circa 350 aziende, provenienti principalmente da questi tre paesi, ma anche da altri dei Balcani occidentali.

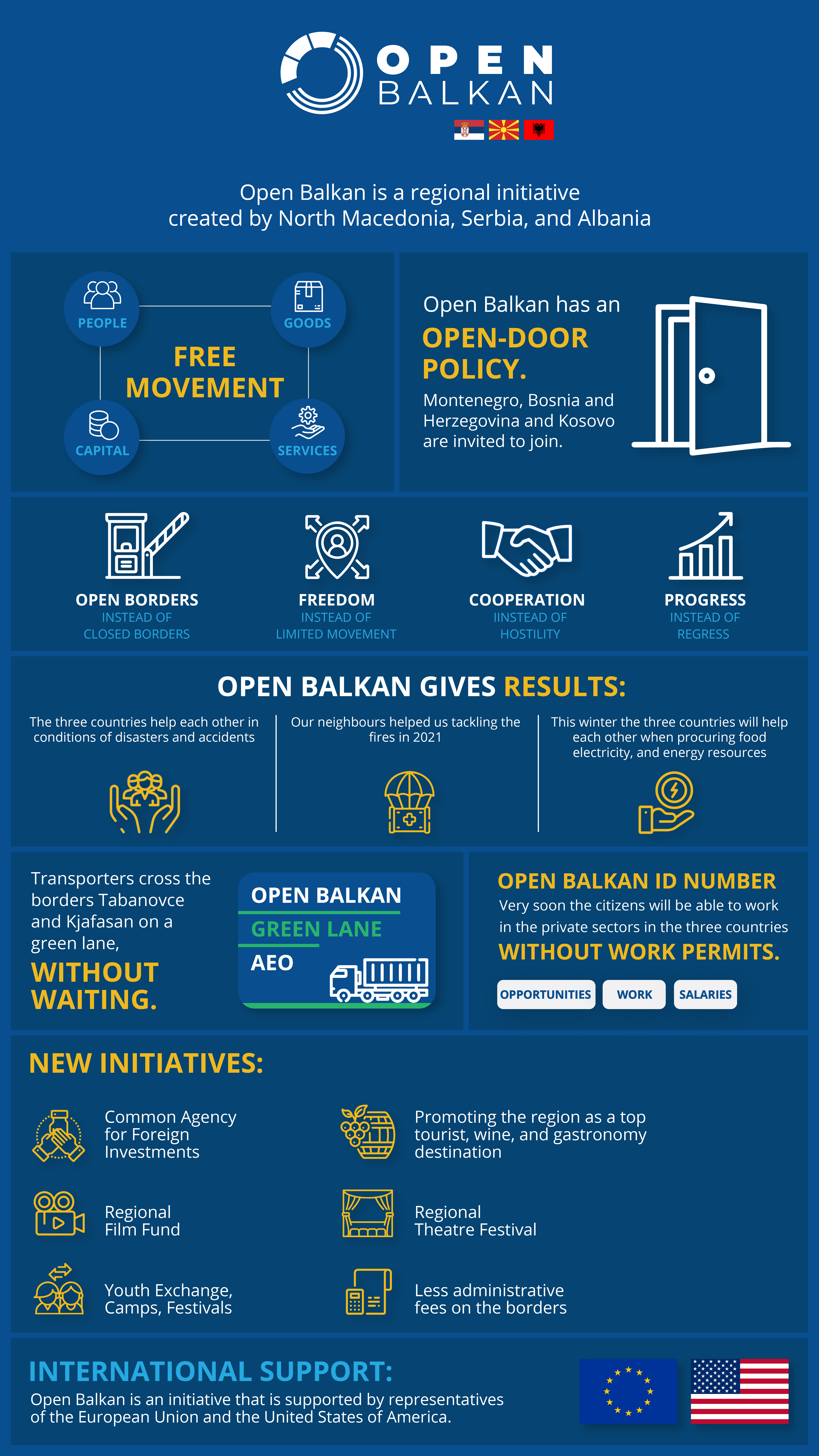
Infografica riguardante Open Balkan

Frustrati dai ritardi nell'ottenere l'adesione all'Unione europea per i loro paesi, i tre leader balcanici hanno firmato accordi per aprire senza restrizioni le frontiere nazionali ai cittadini e ai prodotti degli altri il 1º gennaio 2023.

### Prime sfide
Durante la pandemia di COVID-19 le economie dei paesi coinvolti furono duramente colpite. Nel frattempo l'Unione europea, osservando questo potenziale di cooperazione, ha dato l'assenso all'avvio dei negoziati d'adesione con l'Albania e la Macedonia del Nord. I paesi membri dell'Unione Europea, la Cina, la Russia e molti altri stati hanno aiutato i paesi della mini-Schengen a riprendersi dalla pandemia di COVID-19.

### Cooperazione ulteriore
Il 2 agosto 2021 i direttori delle poste della Serbia e della Macedonia del Nord, Zoran Đorđević e Jani Makraduli, hanno firmato a Belgrado un Protocollo per la cooperazione tra imprese.
Il 3 agosto 2021, per ordine del Presidente della Serbia Aleksandar Vučić, quattro elicotteri del Ministero dell'Interno sono stati inviati in aiuto ai colleghi del omologo ministero macedone per supportare l'intervento antincendio nella Macedonia del Nord.
Il 22 gennaio 2024 i tre paesi aderenti hanno firmato un accordo per liberalizzare i loro mercati del lavoro a partire dal 1º marzo seguente; la creazione di un mercato unico del lavoro è considerata un passo avanti per offrire migliori condizioni alle imprese e per superare le croniche carenze di forza lavoro nella regione.

## Stati membri
| Stato              | Capitale | Adesione  | Popolazione (2020) | Superficie | Densità di popolazione | Lingue   |
| ------------------ | -------- | --------- | ------------------ | ---------- | ---------------------- | -------- |
| Albania            | Tirana   | Fondatore | 2 845 955          | 28 748 km² | 99 ab./km²             | albanese |
| Macedonia del Nord | Skopje   | Fondatore | 2 068 808          | 25 713 km² | 80 ab./km²             | macedone |
| Serbia             | Belgrado | Fondatore | 6 871 547          | 77 474 km² | 89 ab./km²             | serbo    |

### Potenziali membri
| Stato                | Capitale  | Superficie |
| -------------------- | --------- | ---------- |
| Bosnia ed Erzegovina | Sarajevo  | 51 209 km² |
| Kosovo               | Pristina  | 10 887 km² |
| Montenegro           | Podgorica | 13 812 km² |

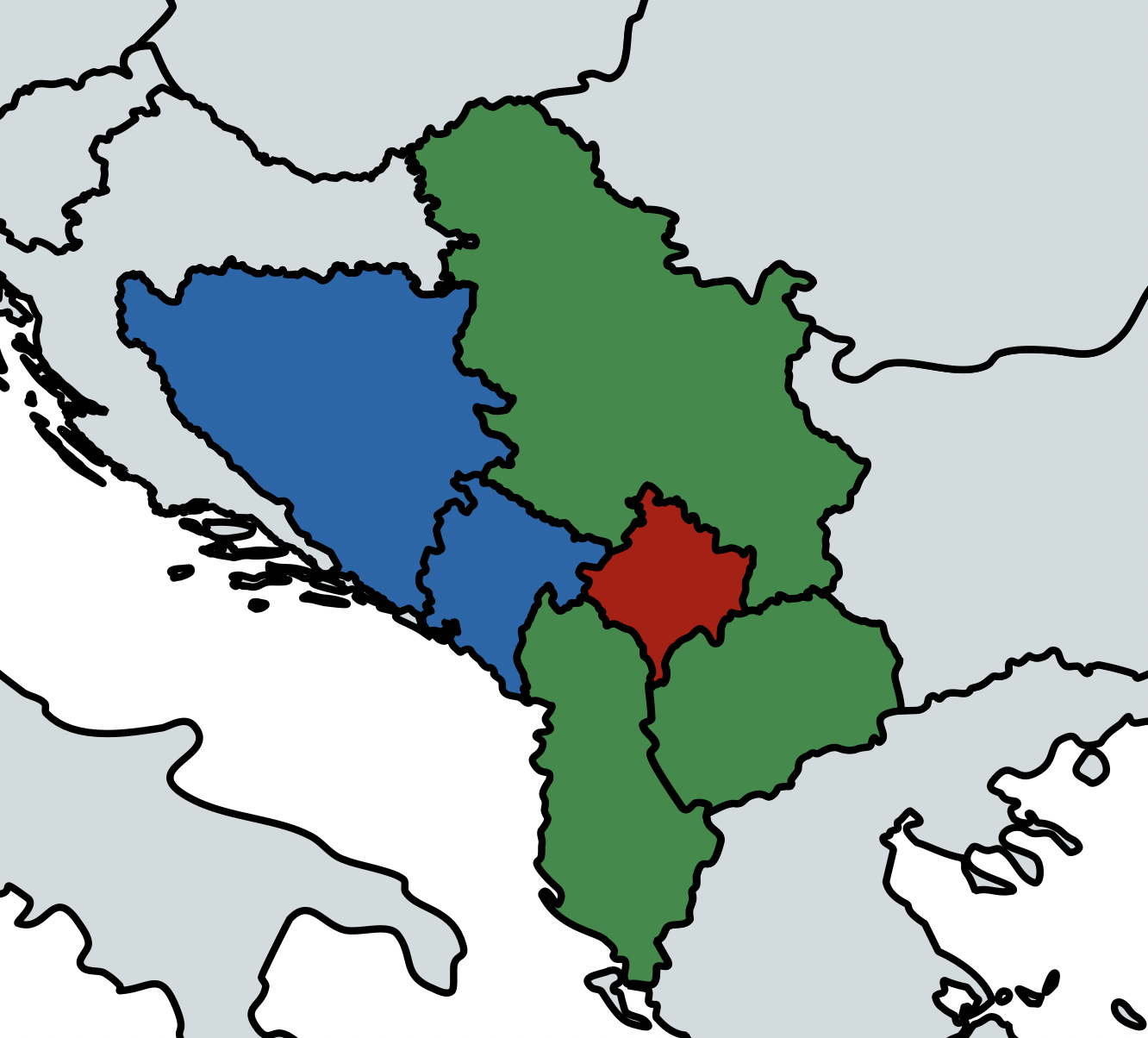
Reazioni iniziali all'iniziativa Open Balkan:
,,

I tre potenziali membri sono il Montenegro, la Bosnia ed Erzegovina e il Kosovo.
Il 4 settembre 2020 il Kosovo ha accettato di aderire all'area "mini-Schengen" nell'ambito dell'accordo tra Kosovo e Serbia del 2020; a questo accordo però non ha fatto seguito alcun atto formale di adesione all'iniziativa, mentre sono state numerose le dichiarazioni contrarie da parte di esponenti politici kosovari.
Il presidente del Montenegro Milo Đukanović ha affermato di sostenere le conclusioni del vertice di Durazzo, ma che il Montenegro è concentrato sull'adesione all'Unione europea. Un rappresentante della Bosnia ed Erzegovina ha affermato durante il vertice di Ocrida che anche il suo paese è attualmente concentrato sull'adesione all'Unione europea.

## Statistiche e dati

### Economia e città
Il PIL di questi paesi combinato sarebbe di $ 79,613 miliardi, il PIL PPP sarebbe di $ 211,971 miliardi. Il PIL pro capite sarebbe $ 6.694, il PIL PPA pro capite sarebbe $ 17.700. Albania e Macedonia del Nord avrebbero un PIL pro capite e un PIL PPP pro capite più elevati, mentre il PIL pro capite della Serbia diminuirebbe leggermente. Le valute attuali degli stati aderenti sono il dinaro serbo, il lek albanese e il dinaro macedone. Le lingue ufficiali sono il serbo, l'albanese e il macedone.

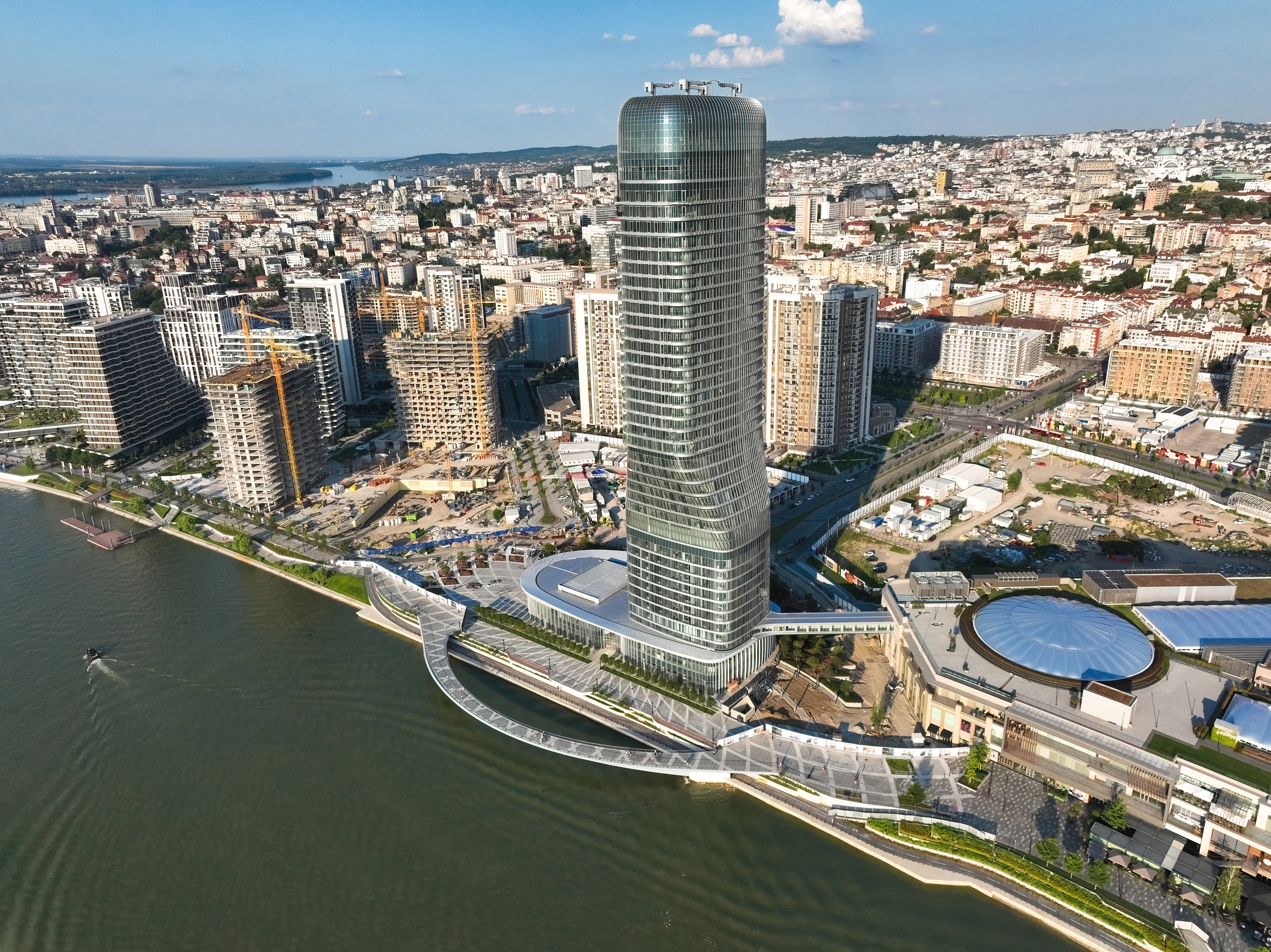
Belgrado

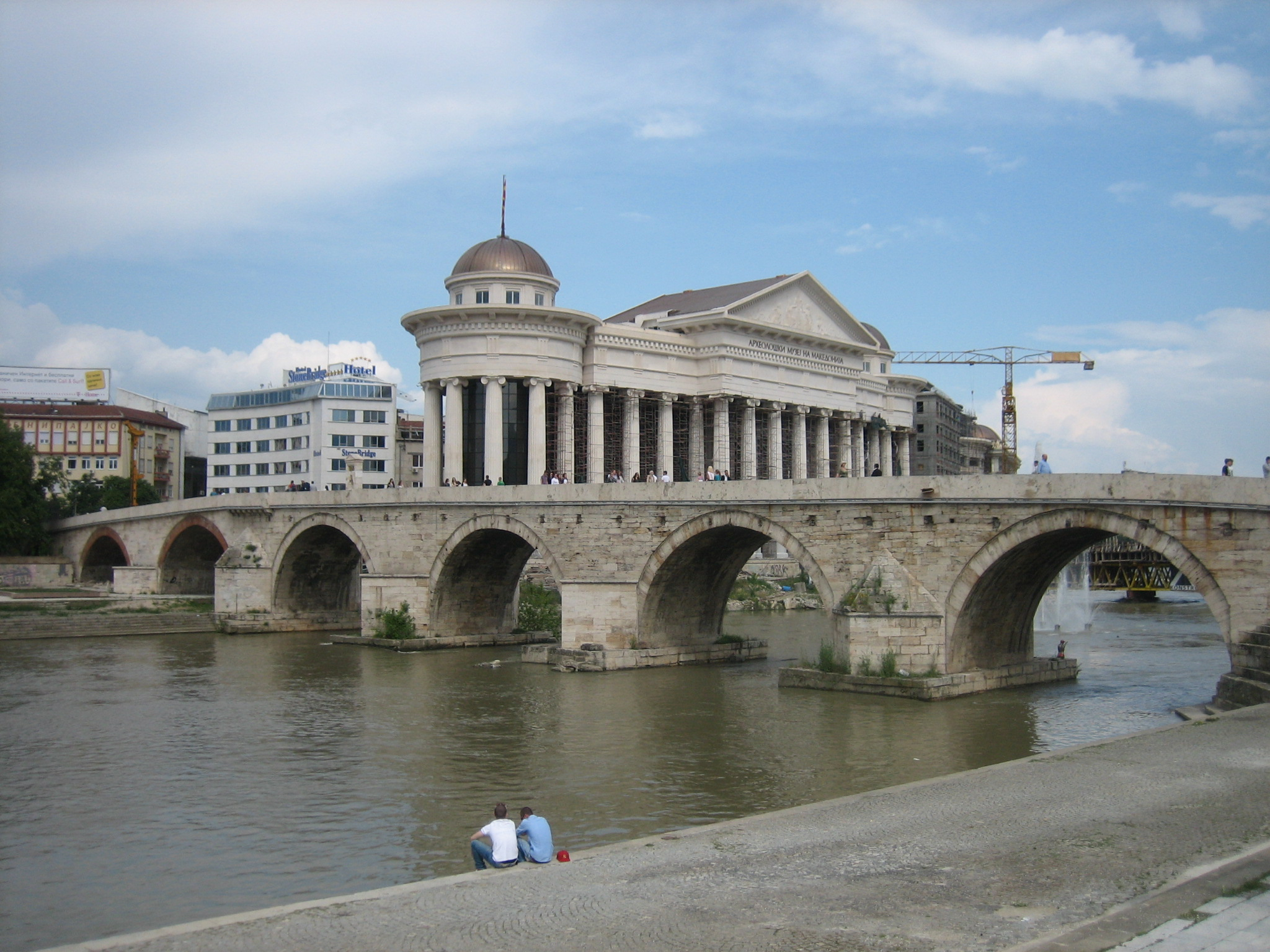
Skopje

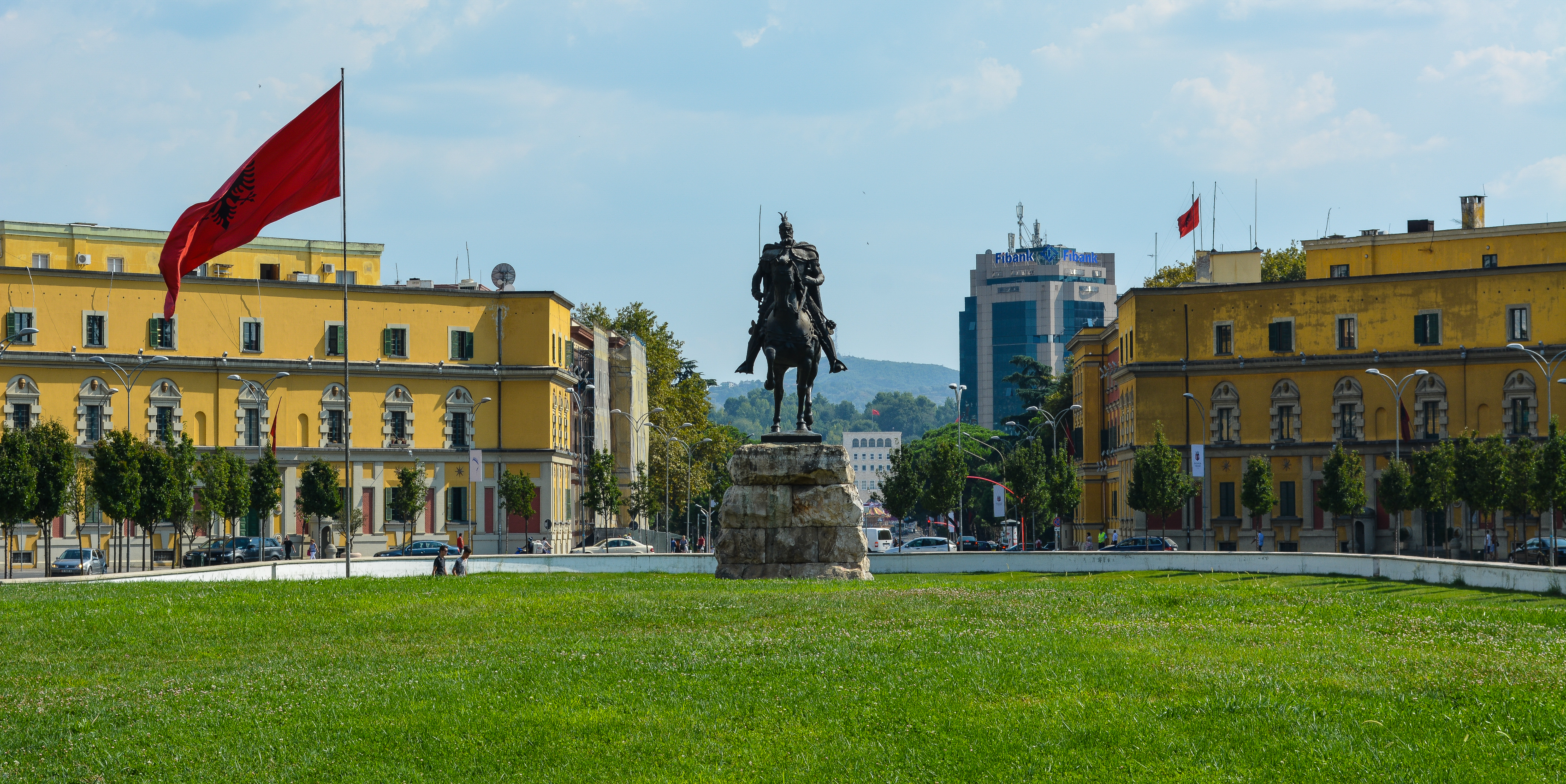
Tirana

Le capitali sono Belgrado, Tirana e Skopje; tra le altre grandi città della zona si segnalano Novi Sad, Niš, Durazzo, Scutari e Kragujevac. La Serbia è il paese più grande di questa unione, sia per territorio che per l'economia e presenta anche il più alto indice di sviluppo umano e la più grande popolazione. La città più grande di questa zona economica è Belgrado, con circa 1,7 milioni di persone.

### Economia degli stati membri
| Stato              | Capitale | Popolazione (2023) | Superficie (km2) | PIL (nominale)   | PIL (pro capite) |
| ------------------ | -------- | ------------------ | ---------------- | ---------------- | ---------------- |
| Albania            | Tirana   | 2 402 113          | 28 748           | $25,297 miliardi | $8,877           |
| Macedonia del Nord | Skopje   | 1 836 713          | 25 713           | $15,801 miliardi | $7,672           |
| Serbia             | Belgrado | 6 605 168          | 77 474           | $81,873 miliardi | $12,384          |